# فربيون متورم البذور
الفربيون متورم البذور أو الحلاب متورم البذور (باللاتينية: Euphorbia phymatosperma) نوع نباتي يتبع جنس الفربيون من الفصيلة اللبنية.
النبات سام كبقية أنواع الفربيون.

## الموئل والانتشار
ينتشر في بلاد الشام والمغرب العربي وتركيا واليونان وإيطاليا.

## مرادفات للاسم العلمي
- (باللاتينية: Tithymalus phymatospermus (Boiss.) Soják)